# Renata Berková
Renata Berková (* 24. května 1975 Kroměříž) je bývalá česká triatlonistka, olympionička a trojnásobná mistryně republiky v triatlonu v letech 1997, 1999, 2000.

## Sportovní úspěchy
V roce 1995 obsadila 4. místo na Mistrovství světa juniorů v Cancúnu a v roce 1998 2. místo na Akademickém mistrovství světa v Kielu.
V roce 2000 na Letních olympijských hrách (triatlon byl poprvé zařazen do programu olympijských her) v Sydney skončila na 29. místě s časem 2: 08.08,37.
O čtyři roky později na Letních olympijských hrách v Aténách skončila na 32. místě s časem 2:11.50,94.
Z roku 2003 má medaili za 1. místo z Mistrovství Evropy týmů v Karlových Varech.

## Další sportovní výsledky
1999 33. místo MS v Montrealu – 2: 00:11
2000 43. místo MS v Perthu
2001 28. místo MS v Edmontonu
2002 33. místo MS v Cancúnu
2002 1. místo Evropský pohár Bělehrad
2003 1. místo Evropský pohár Záhřeb

## Osobní život
Vystudovala farmacií a pracuje jako lékárnice v Opavě.
V roce 2015 byla uvedena do síně slávy okresu Opava jako olympionička Renata Berková-Najserová.